# Jagerberg
Jagerberg ist eine Marktgemeinde mit 1611 Einwohnern (Stand 1. Jänner 2024) im Südosten der Steiermark im Bezirk Südoststeiermark.

## Geografie

### Geografische Lage
Jagerberg liegt ca. 40 km südöstlich von Graz und ca. 20 km südwestlich der Bezirkshauptstadt Feldbach im Oststeirischen Hügelland. Der Hauptort mit der weithin sichtbaren Kirche liegt auf dem Höhenrücken zwischen Saßbach- und Ottersbachtal.

### Gemeindegliederung
Das Gemeindegebiet umfasst folgende 10 Ortschaften (in Klammern Einwohnerzahl Stand 1. Jänner 2024) und bedeckt eine Fläche von 2.905 ha (29,05 km²):
- Grasdorf (197)
- Hamet (109)
- Jagerberg (368)
- Jahrbach (83)
- Lugitsch (181)
- Oberzirknitz (131)
- Pöllau (86)
- Ungerdorf (116)
- Unterzirknitz (101)
- Wetzelsdorf bei Jagerberg (239)

Die Gemeinde besteht aus den Katastralgemeinden Grasdorf, Hamet, Jagerberg, Jahrbach, Lugitsch, Ungerdorf, Unterzirknitz und Wetzelsdorf.

### Eingemeindungen
Am 1. Jänner 1951 wurden Grasdorf und Ungerdorf eingemeindet, am 1. Jänner 1968 folgte Lugitsch und am 1. Jänner 1969 Wetzelsdorf bei Kirchbach.

### Nachbargemeinden
|                            | Sankt Stefan im Rosental                    |                           |
| Schwarzautal Bez. Leibnitz | Kompassrose, die auf Nachbargemeinden zeigt | Gnas                      |
| Mettersdorf am Saßbach     |                                             | Sankt Peter am Ottersbach |

### Tourismusverband
Die Gemeinde bildet gemeinsam mit Mettersdorf am Saßbach und St. Stefan im Rosental den Tourismusverband „Saßtal“. Dessen Sitz ist St. Stefan im Rosental.

## Kultur und Sehenswürdigkeiten

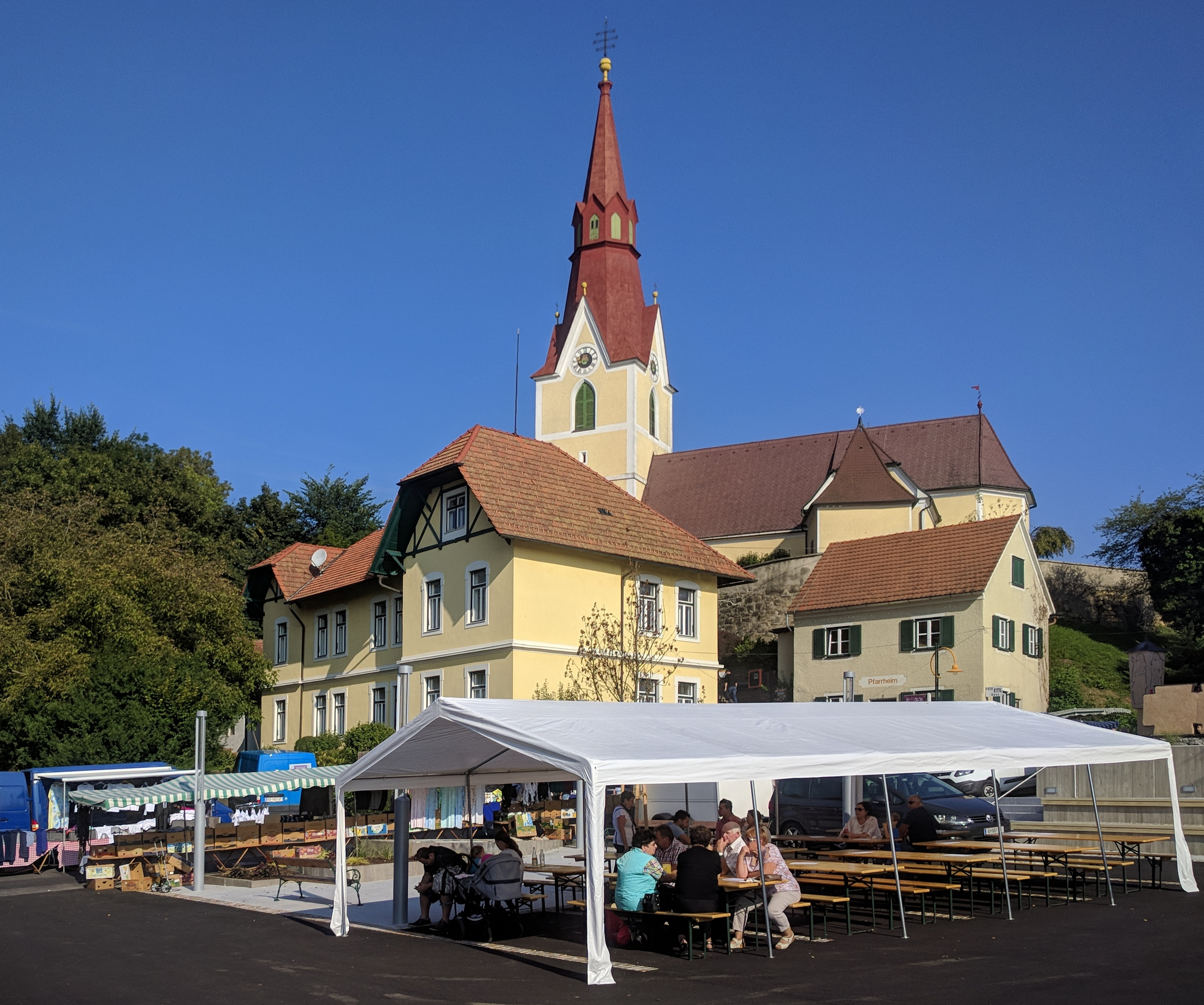
Pfarrkirche Jagerberg

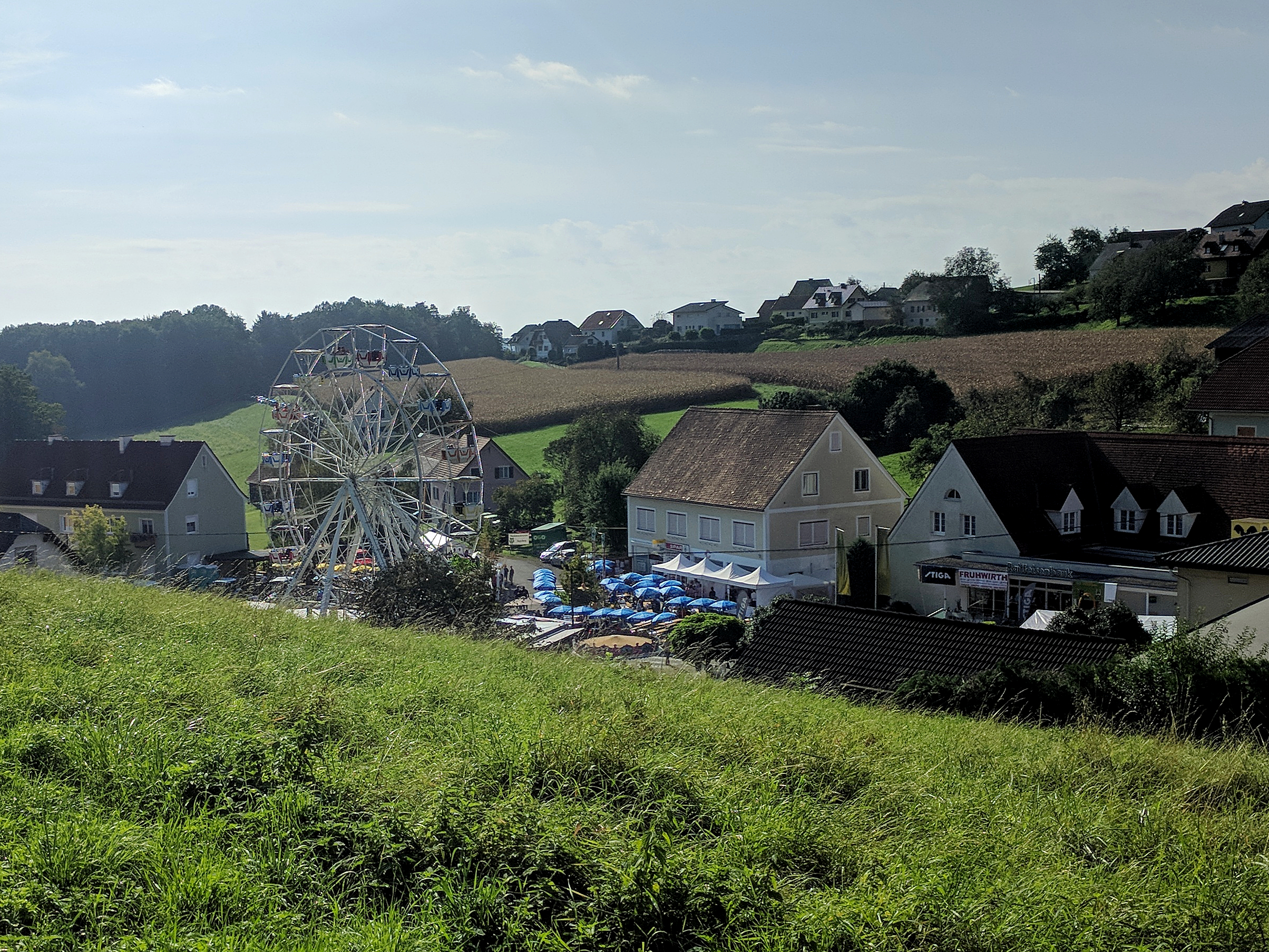
Notburga Kirtag

- Katholische Pfarrkirche Jagerberg hl. Andreas: Die Kirche wurde 1269 erstmals urkundlich erwähnt und ist seit 1788 Pfarrkirche. Das gotische Bauwerk mit dem kräftigen, quadratischen Turm stammt im Kern aus dem 14. Jahrhundert, weist aber zahlreiche spätbarocke Um- und Zubauten auf. Im Südosten sind Reste der einstigen Wehrmauer zu erkennen. Die Inneneinrichtung stammt aus dem Spätbarock; hervorzuheben ist vor allem der Hochaltar von Franz Domiscus und Josef Pflänzl 1772; von denselben Künstlern stammt auch der Notburga-Altar im Seitenschiff.
- Südlich der Kirche befindet sich eine kleine Notburga-Kapelle aus der Mitte des 18. Jahrhunderts. Diese bildet auch den Anlass für den jährlich im September stattfindenden „Notburga-Kirtag“, eines der größten Kirchweih- und Jahrmarktsfeste Österreichs.

## Wirtschaft und Infrastruktur

### Wirtschaftssektoren
Die folgende Tabelle zeigt die Entwicklung der Anzahl der Betriebe und der Beschäftigten in den Wirtschaftssektoren:
| Wirtschaftssektor            | Anzahl Betriebe | Anzahl Betriebe | Anzahl Betriebe | Erwerbstätige | Erwerbstätige | Erwerbstätige |
| Wirtschaftssektor            | 2021            | 2011            | 2001            | 2021          | 2011          | 2001          |
| ---------------------------- | --------------- | --------------- | --------------- | ------------- | ------------- | ------------- |
| Land- und Forstwirtschaft 1) | 89              | 218             | 257             | 99            | 142           | 161           |
| Produktion                   | 19              | 14              | 15              | 203           | 86            | 94            |
| Dienstleistung               | 76              | 74              | 29              | 225           | 158           | 172           |

1) Betriebe mit Fläche in den Jahren 2010 und 1999, Arbeitsstätten im Jahr 2021

## Politik

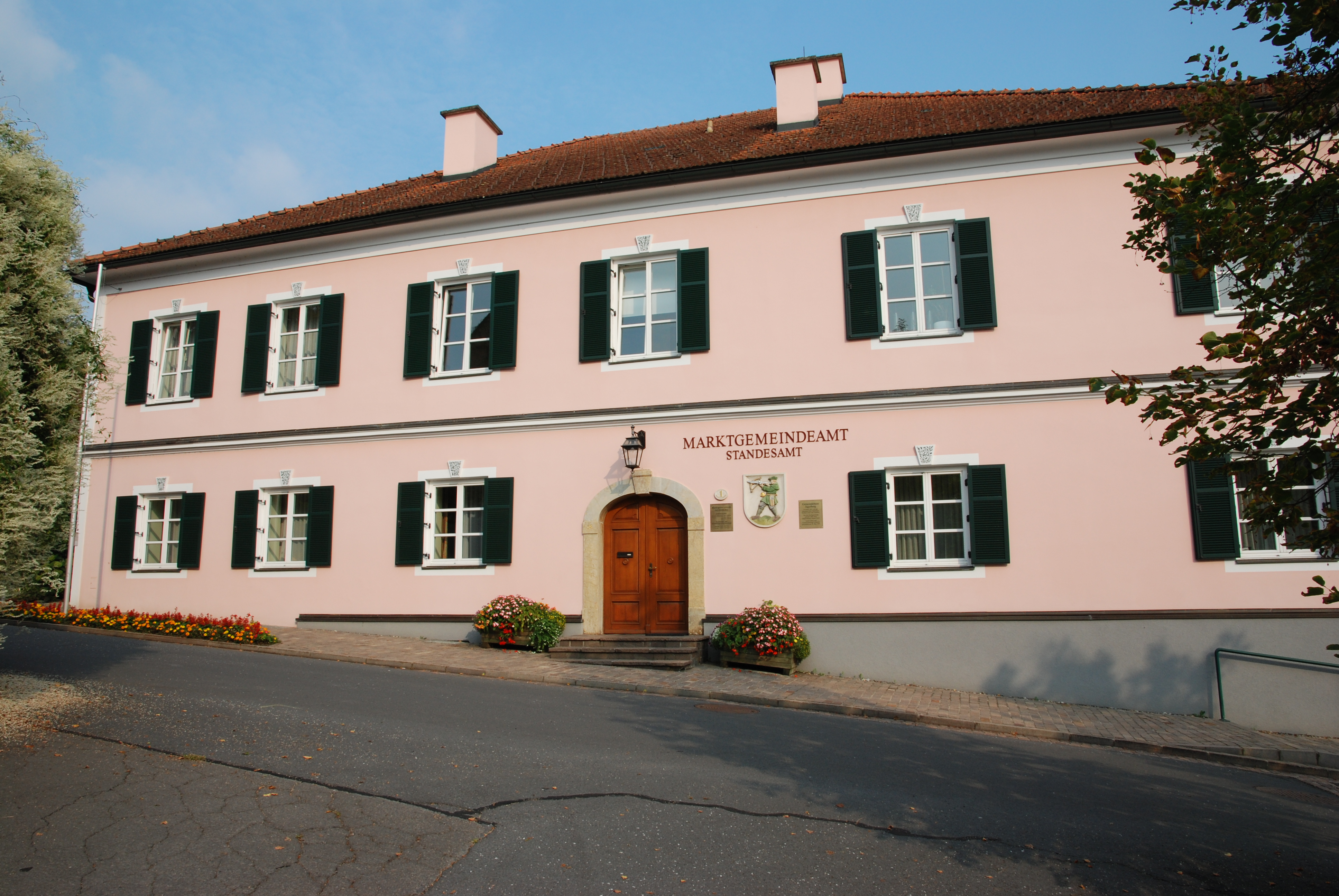
Gemeindeamt

### Bürgermeister
Bürgermeister der Gemeinde ist seit 31. Juli 2024 Karl Resch. Sein Vorgänger war Viktor Wurzinger (ÖVP).
Weiters gehören Vizebürgermeister Werner Scheucher (ÖVP) und Gemeindekassier Günter Fruhwirth (SPÖ) dem Gemeindevorstand an.

### Gemeinderat
Der Gemeinderat besteht aus 15 Mitgliedern und setzt sich nach dem Ergebnis der Gemeinderatswahl 2020 aus Mandataren der folgenden Parteien zusammen:
- 9 ÖVP
- 5 SPÖ
- 1 Jagerberg aktiv

Die letzten Gemeinderatswahlen brachten folgende Ergebnisse:
| Partei              | 2020    | 2020  | 2020    | 2015             | 2015             | 2015             | 2010             | 2010             | 2010             | 2005             | 2005             | 2005             | 2000             | 2000             | 2000             |
| Partei              | Stimmen | %     | Mandate | Sti.             | %                | M.               | Sti.             | %                | M.               | Sti.             | %                | M.               | Sti.             | %                | M.               |
| ------------------- | ------- | ----- | ------- | ---------------- | ---------------- | ---------------- | ---------------- | ---------------- | ---------------- | ---------------- | ---------------- | ---------------- | ---------------- | ---------------- | ---------------- |
| ÖVP                 | 603     | 61    | 9       | 699              | 61               | 9                | 820              | 64               | 10               | 804              | 65               | 10               | 801              | 68               | 11               |
| SPÖ                 | 303     | 30    | 5       | 165              | 14               | 2                | 463              | 36               | 05               | 375              | 30               | 05               | 267              | 23               | 03               |
| Liste Marbler-Boden |         |       |         | 284              | 25               | 4                | nicht kandidiert | nicht kandidiert | nicht kandidiert | nicht kandidiert | nicht kandidiert | nicht kandidiert | nicht kandidiert | nicht kandidiert | nicht kandidiert |
| FPÖ                 |         |       |         | nicht kandidiert | nicht kandidiert | nicht kandidiert | nicht kandidiert | nicht kandidiert | nicht kandidiert | 058              | 05               | 0                | 115              | 10               | 01               |
| Jagerberg aktiv     | 90      | 9     | 1       |                  |                  |                  |                  |                  |                  |                  |                  |                  |                  |                  |                  |
| Wahlberechtigte     | 1.392   | 1.392 | 1.392   | 1.389            | 1.389            | 1.389            | 1.450            | 1.450            | 1.450            | 1.480            | 1.480            | 1.480            | 1.378            | 1.378            | 1.378            |
| Wahlbeteiligung     | 73 %    | 73 %  | 73 %    | 84 %             | 84 %             | 84 %             | 90 %             | 90 %             | 90 %             | 85 %             | 85 %             | 85 %             | 88 %             | 88 %             | 88 %             |

## Wappen
Die Verleihung des Gemeindewappens erfolgte mit Wirkung vom 1. Jänner 1955.

Wappenbeschreibung: In einem silbernen Schilde steht auf beiden Seitenkuppen eines grünen Dreiberges rechtsgewendet ein grün gekleideter, seine Armbrust abschießender Jäger mit einem Jagdhorn an der rechten und einem Köcher an der linken Hüfte.

## Persönlichkeiten

### Ehrenbürger
- 1972 Friedrich Niederl (1920–2012), Landeshauptmann
- 1983 Josef Krainer (1930–2016), Landeshauptmann
- 2022: Wolfgang Koschat (* 1952), langjähriger Pfarrer von Jagerberg[12]

### Mit Jagerberg verbundene Persönlichkeiten
- Rudolf Klein-Rogge, Theater- und Filmschauspieler